# سی جبار
سی ستمگر (یونانی باستان: οἱ τριάκοντα τύραννοι، hoi triákonta týrannoi) یک الیگارشی دست‌نشاندهٔ اسپارت در آتن و حکومتی جبار بود که پس از شکست آتنی‌ها در جنگ پلوپونز در سال ۴۰۴ قبل از میلاد، به این شهر تحمیل گردید. بر اساس درخواست لیساندر، سی نفر در قالب یک دولت مستبد، نه فقط به عنوان یک کمیته قانون گذاری، انتخاب شدند. سی مستبد قدرت را به مدت هشت ماه حفظ کردند. اگرچه کوتاه بود، اما سلطنت آن‌ها منجر به کشته شدن ۵٪ از مردم شهر آتن، مصادره اموال شهروندان و تبعید سایر طرفداران دموکراسی گردید. آن‌ها به دلیل تاکتیک‌های ظالمانه و اتکا به زور خود، به «سی ستمگر» یا «حکومت جباران» معروف شدند. دو تن از اعضای برجسته این هیئت کریتیاس و ترامنس بودند.

## سی حاکم
با حمایت اسپارت، سی عضو دولت موقت، در آتن دولتی تأسیس کردند. سی تن نگران بودند که چگونه قوانین دموکراتیک را که بر دیوار کنار Stoa Basileios نوشته شده بود، حذف کنند. در نتیجه، سی نفر به منظور ایجاد یک رژیم الیگارشی، از حقوق شهروندان آتن کاستند. سی نفر یک شورای ۵۰۰ نفره را برای خدمت به وظایف قضایی، که قبلاً در اختیار همه شهروندان بود، منصوب کردند. با این حال، حقوق همه مردان آتن سلب نشد. در حقیقت، این سی نفر، ۳۰۰۰ مرد آتنی را «برای مشارکت در دولت» برگزیدند. این افراد منتخب دستچین شده، حق حمل سلاح، محاکمه منصفانه و اقامت در محدوده شهر را داشتند. لیست ۳۰۰۰ نفر انتخاب شده به‌طور مداوم بازبینی می‌شد. اگرچه اطلاعات کمی در مورد این ۳۰۰۰ مرد شناخته شده‌است - برای این که هرگز سابقه آنان مستند نشد - این فرضیه وجود دارد که سی تن، این سه هزار نفر را به عنوان تنها مردانی که وفاداریشان به رژیم آنان قابل اطمینان بود، برگزیدند.
سی مستبد به رهبری کریتیاس، ریاست حکومت ترور را بر عهده داشتند و صدها آتنی را اعدام، قتل و تبعید کردند و متعاقب آن دارایی‌های آنها را تصرف نمودند. هر دو ایزوکرات و ارسطو (مورد اخیر در قانون اساسی آتن) گزارش دادند که سی نفر، ۱۵۰۰ نفر را بدون محاکمه اعدام کردند. کریتیاس، شاگرد سابق سقراط، به دلیل بی‌رحمی و غیرانسانی بودن اعمالش لقب «اولین روبسپیر تاریخ» گرفته. او بدون در نظر گرفتن هزینه انسانی، هدفش پایان دادن به دموکراسی بود. سی نفر جنایتکاران و همچنین بسیاری از شهروندان عادی را که به دلیل ابراز حمایت از دموکراسی «غیر دوستانه» نسبت به رژیم جدید می‌دانستند، برکنار کردند. ترامنس، که گزنفون می‌گوید از خشونت و بی عدالتی بیش از حد کریتیاس عصیان نموده بود، سعی در مخالفت با او کرد. کریتیاس ترامنس را به توطئه و خیانت متهم کرد و سپس وی را مجبور به نوشیدن شوکران کرد. بسیاری از شهروندان ثروتمند به سادگی اعدام شدند تا الیگارشی‌ها بتوانند دارایی‌هایشان را توقیف کنند، و این اموال پس از آن بین سی تن و طرفدارانشان توزیع شد. آنها همچنین ۳۰۰ شلاق‌زن برای ترساندن شهروندان آتن استخدام کردند.
رژیم سی نفره با مخالفت آشکار زیادی روبرو نشد؛ اگرچه بسیاری از آتنی‌ها از شکل جدید حکومت متنفر بودند. کسانی که قوانین جدید را تأیید نمی‌کردند، می‌توانستند با مبارزه کنند - و خطر تبعید یا اعدام را بپذیرند - یا قانون سی نفر را قبول کنند. برخی از طرفداران دموکراسی جنگ را انتخاب کردند و تبعید شدند؛ از جمله تراسیبولوس، نظامی نیروی دریایی آتن و حامی دولت دموکراتیک. قیامی که در سال ۴۰۳ قبل از میلاد سی نفر را بالاخره سرنگون کرد، توسط گروهی از تبعیدی‌ها به رهبری ترازیبول سامان داده شد. کریتیاس در جنگ، نزدیک دروازهٔ آتن کشته شد.

## کتابشناسی
- Bultrighini, U. Maledetta democrazia: Studi su Crizia (Alessandria, 1999).
- Németh, G. Kritias und die Dreißig Tyrannen: Untersuchungen zur Politik und Prosopographie der Führungselite in Athen 404/403 v.Chr. (Stuttgart, 2006).
- Krentz, Peter. The Thirty at Athens. Ithaca, N.Y. : Cornell University Press, 1982. Print. (hardcover شابک ‎۰۸۰۱۴۱۴۵۰۴)
- Linder, Doug. "The Trial of Socrates: An Account". N.p. , 2002. Web. 1 May 2014.
- Plato, and Hugh Tredennick. "Apology". The Last Days of Socrates. Harmondsworth: Penguin, 1969. 59. Print.
- Plato. Plato in Twelve Volumes, Vol. 7 translated by R.G. Bury. Cambridge, MA, Harvard University Press; London, William Heinemann Ltd. 1966.
- Rhodes, P. A History of the Classical Greek World: 478-323 BC (Blackwell, 2006).
- Usher, S. "Xenophon, Critias and Theramenes" in: JHS 88 (1968) 128-135.
- Wolpert, Andrew. Remembering Defeat: Civil War and Civic Memory in Ancient Athens. Baltimore: Johns Hopkins University Press, 2002 (hardcover شابک ‎۰-۸۰۱۸-۶۷۹۰-۸)
- Waterfield, Robin. Why Socrates Died: Dispelling the Myths. W. W. Norton & Company, 2009.